# Christian Vital
Pour les articles homonymes, voir Vital.
Christian Lucien Vital, né le 21 mars 1997 à Queens Village, New York, est un joueur professionnel américain de basket-ball jouant au poste de meneur.

## Biographie

### Carrière junior

#### Au lycée
Christian Vital est l’aîné des cinq enfants nés de Rose Vital-Williams. Il a grandi en jouant au basket-ball pour le programme de l’Amateur Athletic Union de PSA. Il a joué aux échecs dès l’âge de cinq ans, participant à divers tournois à New York et a continué à jouer au lycée. Il a commencé le lycée à l’école Rectory à Pomfret dans le Connecticut, vivant loin de sa famille. Il a joué au basket-ball à l’école St. Thomas More de Montville, au Connecticut, pour ses deux dernières années d’études secondaires. Au cours de sa dernière saison, il a récolté en moyenne 16,8 points, sept rebonds et 2,2 passes décisives par match, ce qui a mené son équipe à un bilan de fin de saison de 31 victoires et 7 défaites, puis à la finale du Championnat national de préparation. Il a remporté les honneurs de la première équipe de la classe AAA de l’école préparatoire de la Nouvelle-Angleterre et a été sélectionné pour jouer le Jordan Brand Classic.  
Il s’est engagé à jouer au basketball universitaire pour l’université du Nevada, mais a rouvert son recrutement après que l’entraîneur-chef Dave Rice a quitté le programme. Le 29 avril 2016, il s’est engagé envers l'université du Connecticut, refusant l'offre de l'université de Louisville, entre autres.

#### A l'université
Christian Vital joue pour les Huskies du Connecticut.
Il a commencé 10 matchs en tant que titulaire en première année et a obtenu en moyenne 9,1 points et 3,5 rebonds par match, bien que les Huskies aient terminé avec une fiche globale de 16 victoires et 17 défaites, la première saison avec un bilan négatif des Huskies en 30 ans. Le 19 novembre 2017, il a marqué 30 points, un record en carrière, dans une victoire de 85 à 66 contre l’Université de Boston. En deuxième année, il a récolté en moyenne 14,9 points, 5,4 rebonds et 1,6 interceptions par match. Après la saison, il a déclaré s'inscrire pour la draft 2018 de la NBA, mais a choisi de revenir à UConn, citant "affaires inachevées". Il a récolté en moyenne 14,9 points et 5,6 rebonds par match en tant que junior tout en menant les Huskies avec 52 interceptions. En tant que senior, Vital a obtenu en moyenne 16,4 points, 6,3 rebonds, 2,6 passes décisives et 2,5 interceptions par match. Il a été nommé à la First Team All-American Athletic Conference. Il a marqué 1735 points au cours de sa carrière à l’UConn, atteignant un record AAC de 265 trois points.

### Carrière professionnelle
Christian Vital n'est pas sélectionné lors de la draft 2020 de la NBA.
Le 19 août 2020, il a signé son premier contrat professionnel avec le BG 74 Göttingen de la Basketball Bundesliga. Toutefois, son contrat a été résilié le 21 septembre. Il a signé avec les Grizzlies de Memphis le 16 décembre 2020, mais il est coupé le même jour. Il a ensuite rejoint le Hustle de Memphis de la NBA Gatorade League en janvier 2021, mais n’a participé à aucun match.

#### Vipers de Rio Grande Valley (2021-2022)
Le 16 octobre 2021, il s'engage avec les Rockets de Houston mais il est coupé le même jour. Il rejoint en suivant les Vipers de Rio Grande Valley en G League. Il commence la saison 2021-2022 le 6 novembre 2021 face aux Spurs d'Austin avec 18 points, 1 rebond et 4 passes décisives en 21 minutes de jeu. Il établit son record avec 31 points le 26 janvier 2022 face aux Warriors de Santa Cruz. Il réalise son premier double-double en carrière le 18 mars 2022 avec 15 points et 10 passes décisives face au Skyforce de Sioux Falls. A l'issue de la saison régulière, il enregistre des moyennes par match de 13,2 points, 3,6 rebonds et 3,3 passes décisives en 21 minutes de jeu. 
Il dispute 3 matchs de playoffs dont les deux matchs de la finale. Il remporte le titre de champion de G league en 2022 avec les Vipers.

#### Honey Badgers de Hamilton (2022)
Le 12 mai 2022, il s'engage avec les Honey Badgers de Hamilton pour la saison 2022 de la Ligue élite canadienne de basketball (LECB). Il dispute son premier match de la saison le 25 mai 2022 face à l'Alliance de Montréal avec 15 points et 1 rebonds en 21 minutes de jeu. Il établit son record en carrière en LECB avec 31 points le 16 juin 2022 face aux Growlers de Terre-Neuve. Il est nommé dans la All-LECB Second Team. Il termine sa saison avec des moyennes par match de 17,4 points et 4,8 rebonds.
Le 14 août 2022, il remporte le titre de champion avec les Honey Badgers et avec 17 points inscrits en finale lors de la victoire face aux Shooting Stars de Scarborough, il est nommé MVP de la finale.

#### Raptors 905 (2022-Déc. 2022)
Il dispute la NBA Summer League 2022 avec les Raptors de Toronto. En octobre 2022, il signe un contrat Exhibit 10 avec les Raptors de Toronto. Par la suite, il rejoint les Raptors 905, l'équipe G-League affiliée aux Raptors. Il commence la saison 2022-2023 le 6 octobre 2022 face au Go-Go de Capital City avec 24 points, 6 rebonds et 2 passes décisives en 24 minutes de jeu. Il dispute 14 matchs de la Showcase Cup pour des moyennes pas match de 8,4 points, 3,5 rebonds et 2,2 passes décisives.

#### Stars de Salt Lake City (Déc. 2022-2023)
Le 15 décembre 2022, il est transféré aux Stars de Salt Lake City. Il débute avec les Stars le  20 décembre 2022 face au Go-Go de Captial City avec 5 points, 2 rebonds et 2 passes décisives en 25 minutes de jeu. En plus des deux matchs de la Showcase Cup, il dispute 31 matchs de saison régulière, dont 13 en tant que titulaire, avec des moyennes par match de 15,1 points, 4,5 rebonds et 3,1 passes décisives en 25 minutes de jeu. Il dispute le seul match des playoffs des Stars face au Skyforce de Sioux Falls (défaite 107 à 115) avec 16 points, 7 rebonds et 2 passes décisives en 24 minutes de jeu.

#### Honey Badgers de Brampton (2023)
Le 1er avril 2023, il s'engage avec l'Hapoel Haifa B.C. en Israël mais il ne dispute aucun match. Le 10 mai 2023, il retourne dans la Ligue élite canadienne de basketball avec les Honey Badgers de Brampton. Il dispute son premier match de la saison 2023 le 24 mai 2023 face aux Blackjacks d'Ottawa avec 24 points, 3 rebonds et 5 passes décisives en 29 minutes de jeu. Le 26 mai 2023, il réalise un double-double et établit deux nouveaux records en LECB avec 36 points et 13 passes décisives face aux Shooting Stars de Scarborough. Il est de nouveau nommé dans la All-LECB Second Team.

#### Legia Varsovie (2023-2024)
Le 20 juillet 2023, il quitte l'Amérique du Nord pour l'Europe en s'engagent dans le championnat polonais avec le Legia Varsovie. Il dispute son premier match de championnat le 22 septembre 2023 face au Stelmet Zielona Góra en inscrivant 10 points, 9 rebonds et 5 passes décisives en 25 minutes de jeu. Quatre jours plus tard, il dispute son premier match de Ligue des champions face au Fribourg Olympic Basket avec 13 points, 5 rebonds et 3 passes décisives en 24 minutes de jeu. Il réalise sa meilleure performance le 4 février 2024 en inscrivant 43 points face au Stal Ostrów Wielkopolski. En championnat, il réalise des moyennes par matchs de 20,2 points, 4 rebonds et 3 passes décisives en 28 matchs joués. Il a également disputé 15 matchs de coupe d'Europe.

#### Derthona Basket (depuis 2024)
Après un passage en Chine durant l'été 2024 avec Henan Shedian Laojiu, il s'engage dans le championnat italien pour la saison 2024-2025 avec Derthona Basket.

## Statistiques

### En universitaire
| Gras/Meilleures performances | [ 41 ] |

| Saison    | Équipe   | Matchs | Titul. | Min./m | % Tir | % 3pts | % LF | Rbds/m. | Pass/m. | Int/m. | Ctr/m. | Pts/m. |
| --------- | -------- | ------ | ------ | ------ | ----- | ------ | ---- | ------- | ------- | ------ | ------ | ------ |
| 2016-2017 | UConn    | 31     | 10     | 28,5   | 39,1  | 36,6   | 70,8 | 3,5     | 1,8     | 1,1    | 0,2    | 9,1    |
| 2017-2018 | UConn    | 32     | 23     | 31,7   | 38,3  | 31,8   | 84,6 | 5,4     | 1,7     | 1,6    | 0      | 14,9   |
| 2018-2019 | UConn    | 33     | 29     | 30,2   | 45,3  | 40,9   | 81,3 | 5,6     | 2,4     | 1,6    | 0      | 14,2   |
| 2019-2020 | UConn    | 31     | 31     | 32,2   | 39,8  | 34,6   | 89,9 | 6,3     | 2,6     | 2,5    | 0,2    | 16,4   |
| Carrière  | Carrière | 127    | 93     | 30,6   | 40,7  | 35,8   | 83,6 | 5,2     | 2,1     | 1,7    | 0,1    | 13,7   |

### En NBA Gatorade League
| Gras/Meilleures performances | [ 42 ] |

#### Showcase Cup
| Saison    | Équipe            | Matchs | Titul. | Min./m | % Tir | % 3pts | % LF | Rbds/m. | Pass/m. | Int/m. | Ctr/m. | Pts/m. |
| --------- | ----------------- | ------ | ------ | ------ | ----- | ------ | ---- | ------- | ------- | ------ | ------ | ------ |
| 2021-2022 | Rio Grande Valley | 14     | 3      | 21,2   | 35,5  | 27,3   | 91,3 | 3,2     | 2,9     | 1,1    | 0,2    | 12,9   |
| 2022      | Raptors 905       | 14     | 1      | 19,7   | 43,4  | 35,0   | 70,0 | 3,5     | 2,2     | 1,0    | 0,6    | 8,4    |
| 2022-2023 | Salt Lake City    | 2      | 0      | 23,0   | 36,4  | 25,0   | 100  | 3,0     | 1,5     | 2,0    | 0,5    | 6,0    |
| Carrière  | Carrière          | 30     | 4      | 20,6   | 38,4  | 30,1   | 85,3 | 3,3     | 2,5     | 1,1    | 0,4    | 10,3   |

#### En saison régulière
| Saison    | Équipe            | Matchs | Titul. | Min./m | % Tir | % 3pts | % LF | Rbds/m. | Pass/m. | Int/m. | Ctr/m. | Pts/m. |
| --------- | ----------------- | ------ | ------ | ------ | ----- | ------ | ---- | ------- | ------- | ------ | ------ | ------ |
| 2021-2022 | Rio Grande Valley | 28     | 2      | 21,7   | 40,8  | 37,7   | 71,7 | 3,6     | 3,3     | 1,6    | 0,3    | 13,2   |
| 2022-2023 | Salt Lake City    | 31     | 13     | 25,2   | 45,7  | 39,7   | 90,6 | 4,5     | 3,1     | 0,9    | 0,2    | 15,1   |
| Carrière  | Carrière          | 59     | 15     |        |       |        |      |         |         |        |        |        |

#### Playoffs
| Saison    | Équipe            | Matchs | Titul. | Min./m | % Tir | % 3pts | % LF | Rbds/m. | Pass/m. | Int/m. | Ctr/m. | Pts/m. |
| --------- | ----------------- | ------ | ------ | ------ | ----- | ------ | ---- | ------- | ------- | ------ | ------ | ------ |
| 2022      | Rio Grande Valley | 3      | 0      | 15,0   | 32,0  | 33,3   | 100  | 3,3     | 0,7     | 0,3    | 1,3    | 8,3    |
| 2022-2023 | Salt Lake City    | 1      | 1      | 24,0   | 50,0  | 40,0   | 50,0 | 7,0     | 2,0     | 1,0    | 0      | 16,0   |
| Carrière  | Carrière          | 4      | 1      |        |       |        |      |         |         |        |        |        |

## Palmarès et Distinctions

### Palmarès
- 2022 : Vainqueur de la NBA Gatorade League avec les Vipers de Rio Grande Valley.
- 2022 : Vainqueur de la Ligue élite canadienne de basketball avec les Honey Badgers de Hamilton.

### Distinctions personnelles
- First Team All-American Athletic Conference (2020)
- 2x All-LECB Second Team (2022, 2023)
- Meilleur intercepteur de LECB (2022)
- MVP de la finale de LECB (2022)